# Керр, Берти
Герберт Уильям  Джозеф Керр (англ. Herbert William Joseph Kerr; 19 октября 1896, Дублин, Ленстер — 23 ноября 1973), более известный как Берти или Берт Керр (англ. Berti/Bert Kerr) — ирландский футболист, защитник, после завершения карьеры занялся разведением скаковых лошадей.

## Клубная карьера
В 1914 году присоединился к столичному клубу «Богемиан». В сезоне 1918/19 получил капитанскую повязку. В сезоне 1922/23 вместе с командой взял первое чемпионство в истории клуба и первый Трофей Ирландской лиги. В составе сборной лиги сыграл матч со сборной лиги Уэльса. В полуфинале Кубка Ирландии против «Атлон Таун» на домашнем «Шелбурн Парк» получил серьёзную травму головы. Столкнувшись с игроком «горожан» Джимом Суини, защитник сломал челюсть и потерял несколько зубов. На следующий год взял серебро лиги. В сезоне 1926/27 взял бронзовую медаль. После успешного сезона закончил карьеру в возрасте 30 лет. После этого оставался до конца жизни членом комитета управления и вице-президентом клуба.

## Карьера в сборной
В 1924, после пробной игры, Керр был включён в заявку национальной сборной, отправившейся на VIII Летние Олимпийские игры в Париже. Керр был одним из шести игроков чемпионского «Богемиан», также отправившихся в Париж; другими пятью были Джек Маккарти, Кристи Робинсон, Эрни Кроуфорд, Джон Томас и Джонни Мюррей. На самом турнире сыграл все два возможных матча, дойдя со сборной до полуфинала турнира. 
Уже после окончания Олимпиады, 14 июня, Малдун сыграл в товарищеском матче со сборной США, проходившем на «Далимаунт Парк». На поле вышел с капитанской повязкой, тем самым став первым капитаном сборной в домашнем матче.

## Достижения

### Клубные

#### «Богемиан»
- Чемпион Ирландии: 1923/24

- Вице-чемпион Ирландии: 1924/25

- Обладатель Трофея Ирландской лиги: 1923/24,

- Победитель Лиги Лейнстера: 1921/22

### В сборной
- Олимпиада 1924 года: 1/4 финала

## Внешние ссылки
- Профиль игрока (англ.) на сайте Transfermarkt
- Профиль игрока на сайте Olympedia